# Ischnomesus spaercki
Ischnomesus spaercki là một loài chân đều trong họ Ischnomesidae. Loài này được Wolff miêu tả khoa học năm 1956.